# Le Plus Grand Cabaret du monde
 (juin 2018).
Le Plus Grand Cabaret du monde est une émission de télévision française diffusée du 26 décembre 1998 au 4 mai 2019
Produite par Magic TV, elle est présentée par Patrick Sébastien. Diffusée le samedi soir sur France 2 et sur TV5 Monde en première partie de soirée, jusqu'à la rentrée 2014, le tournage de l'émission se réalisait sur le plateau B1 des studios de Bry à Bry-sur-Marne. Elle est tournée ensuite sur le plateau L5 des Studios du Lendit à La Plaine Saint-Denis.
Jusqu'à la saison 2014-2015, l'émission était diffusée une fois par mois, mais la direction de France 2 a décidé de retirer deux émissions par saison. À la rentrée 2018, la nouvelle direction de France 2 décide de ne laisser que 3 émissions pour la saison 2018-2019 à Patrick Sébastien, quelques semaines avant son éviction, en octobre 2018, de France 2 à la fin de son contrat en juin 2019.
Le samedi 4 mai 2019, la dernière émission est diffusée sur France 2 après 202 numéros. Son animateur souhaite un retour de l'émission.

## Principe de l'émission
D'un rythme mensuel, l'émission alterne numéros de cabaret (clowns, magiciens, acrobates, jongleurs et autres animations scéniques en tous genres), et brèves discussions des invités autour de Patrick Sébastien. Les invités n'y manquent pas de se présenter et de parler de leurs prochaines productions, à la suite de quoi ils présentent traditionnellement le numéro qui suit (ou parfois, dans les récentes émissions, une fois interpellés par Patrick Sébastien, présentent directement le numéro qui suit). Les artistes qui font les numéros viennent du monde entier. À la fin de l'émission, Patrick Sébastien termine traditionnellement en chantant une de ses chansons, entouré des danseurs et danseuses et tous les artistes qui ont fait le spectacle dans la soirée.
L'émission a par ailleurs permis à certains artistes de se faire connaître du grand public tels que : Christian Gabriel, Dani Lary, Shirley et Dino, Jean-Pierre Blanchard et Jeff Panacloc.

### Émissions spéciales
De 2004 à 2018, pour le 31 décembre, Patrick Sébastien anime une émission spéciale intitulée Le Grand Cabaret sur son 31, dépassant souvent en audiences  le prime time de TF1 (Arthur ou Christophe Dechavanne)[réf. nécessaire].
L'émission du 31 décembre 2008 était également la 100e depuis sa création. Le 31 décembre 2009, le grand cabaret rassemble 1 million de téléspectateurs de plus que Les 100 plus grands du 31 sur TF1. Chaque année avait lieu pour clore la saison, une émission Best of où les meilleurs numéros de l'année étaient présentés par des enfants.
En septembre 2008, à l'occasion des dix ans de l'émission, France 2 en diffusait les meilleurs moments chaque jour avant le journal de 20 h dans Les 10 ans du cabaret et sort aussi un livre de photos,.
Le 31 décembre 2023, C8 diffuse en première partie de soirée Le Plus Grand Cabaret du monde : 25 ans de féerie. Patrick Sébastien y propose de redécouvrir des performances d'artistes qui ont marqué l'émission.

## Documentaire
- Les coulisses du Plus Grand Cabaret du monde (2007)
- Les secrets du Plus Grand Cabaret du monde (2018)

## Adaptations
- Jeu : coffret de tours de magie Magie... Le Plus Grand Cabaret du monde éditė par Clementoni.
- 2016 : L'émission Le P'tit cabaret, diffusée sur TV5 Québec Canada, réunit dans un concept similaire des jeunes de 6 à 16 ans.

## Récompenses
- 7 d'or de la meilleure émission de divertissement en 2000 et 2003.